# Aeroportul Darbhanga
Aeroportul Darbhanga (IATA: DBR, ICAO: VE89) este un aeroport din Darbhanga⁠(d), Darbhanga district⁠(d), Darbhanga division⁠(d), Bihar, India. Aeroportul a fost tranzitat în decembrie 2022 de 45.179 de pasageri.
aeroportul dispune de o singură pistă. Este operat de Airports Authority of India⁠(d).